# Ә̃
Ә̃, ә̃ é uma letra d'Alfabeto cirílico. Consiste na letra cirílica schwa com um acento til sobrescrito.
O Ә̃ é usado somente n'Alfabeto da língua Khinalug, onde representa a vogal anterior quase aberta não arredondada nasalizada æ 